# Баш, Яхья
Яхья Баш (тур. Yahya Baş, 1952, Трабзон, Турция — 9 января 2023) — турецкий политик, который был членом парламента Турции от Стамбула (3-й избирательный округ) от Партии справедливости и развития (ПСР) с 2002 по 2007 год. Он был первым заместителем министра транспорта, морского флота и связи с 2012 по 2015 год в 61-м и 62-м кабинетах. Он также был первым мэром Гюнгёрена в период с 1992 по 2002 год.

## Биография
Баш родился в Чайкаре в 1952 году. Окончил Стамбульский высший исламский институт и Стамбульскую архитектурно-строительную академию, факультет архитектуры. После работы архитектором фрилансером, мэром Гюнгёрена и XXII. В то время он был депутатом Стамбула. Баш был женат, оставил четверых детей, говорил по-арабски и по-французски.
Умер 9 января 2023 года.